# Еквівалент CO2
Еквівалент CO2 — потенціал глобального потепління (ПГП) якого-небудь парникового газу (ПГ), кількість якого прирівнюється до кількості CO2 з тим же ПГП.
Час життя вуглекислого газу в атмосфері складає приблизно 100 років. Його ПГП дорівнює 1, оскільки цей газ є базовим еталоном. У наведеній нижче таблиці вказаний час життя і ПГП найпоширеніших ПГ.
Час життя і ПГП парникових газів (МГЕЗК, 2007)
| Газ                       | Час життя (років) | ПГП за період | ПГП за період | ПГП за період |
| ------------------------- | ----------------- | ------------- | ------------- | ------------- |
| Газ                       | Час життя (років) | 20 років      | 100 років     | 500 років     |
| Вуглекислий газ           | ~ 100             | 1             | 1             | 1             |
| Метан                     | 12                | 72            | 25            | 7,6           |
| Закис азоту               | 114               | 289           | 298           | 153           |
| Фреон-14 (Тетрафторметан) | 50 000            | 5210          | 7390          | 11 200        |
| Фреон-23 (Фтороформ)      | 260               | 9400          | 12 000        | 10 000        |
| Гексафторид сірки         | 3200              | 15 100        | 22 200        | 32 400        |